# Mark Begich
Mark Peter Begich (Anchorage, 30 marzo 1962) è un politico statunitense, senatore per lo stato dell'Alaska dal 2009 al 2015 ed in precedenza sindaco di Anchorage dal 2003 al 2009. Begich è membro del Partito Democratico ed esponente della famiglia dei Begich, importante dinastia politica nello stato dell'Alaska.

## Biografia
Nato ad Anchorage da Nick e Pegge Begich, Mark crebbe in una famiglia molto attiva in politica. Nel 1970 suo padre venne eletto deputato alla Camera dei Rappresentanti ma due anni dopo scomparve mentre si trovava su un velivolo privato insieme al collega Hale Boggs e venne dichiarato morto.
Begich seguì le orme del padre e nel 1988 venne eletto all'interno del consiglio comunale di Anchorage come membro del Partito Democratico. Si candidò alla carica di sindaco nel 1994 e nel 2000, venendo sconfitto entrambe le volte, ma nel 2003 ci riprovò e riuscì ad essere eletto. Fu riconfermato per un secondo mandato nel 2006.
Due anni dopo, alle elezioni del 2008, Begich decise di candidarsi al Senato sfidando il repubblicano in carica da oltre quarant'anni Ted Stevens. Questi stava attraversando un momento difficile dopo le accuse di corruzione che gli erano state mosse e alla fine venne sconfitto di misura da Begich.
Dopo sei anni, Begich chiese agli elettori un secondo mandato da senatore, ma le elezioni si rivelarono molto combattute e alla fine venne sconfitto di misura dal repubblicano Daniel Sullivan.
Nel 2018 si candida alla carica di governatore dell'Alaska, risultando poi sconfitto dal repubblicano Mike Dunleavy.
Dal 2025, la famiglia Begich ritorna rappresentata politicamente al Congresso, dato che Nick Begich III, nipote di Mark Begich, viene eletto membro della Camera dei Rappresentanti per lo stato dell'Alaska da membro del Partito Repubblicano, in contrasto con l'affiliazione politica di tutti i parenti, membri del Partito Democratico.

## Vita privata
È sposato con Deborah Bonito e ha un figlio di nome Jacob. Il nipote Nick Begich III è stato eletto alla Camera dei rappresentanti degli Stati Uniti per l'Alaska in occasione delle elezioni del 2024.